# دفراء
دَفْراء أو دَفْر جنس من النباتات الاستوائية في الغالب. أشهر أنواعها الدفراء الحلوة.